# Лев и Солнце

Лев и Солнце (перс. شیر و خورشید‎ - Шир-о хоршид,) — один из символов эпохи государств Древнего Востока[прояснить].  
Данный мотив стал известным символом в государстве Сельджукидов с XII века. Символ Льва и Солнца в основном базируется на астрономических и астрологических конфигурациях: древний знак Солнца в созвездии Льва, который известен ещё со времён вавилонской астрономии и ближневосточных традиций.

## История
Мотив имеет множество различных значений в истории. Символ обрёл популярность начиная в эпоху Сельджукидов (XII век). Впервые символ Льва и Солнца встречается на монетах тюркской династии Сельджукидов, затем был заимствован монголами и позже Тамерланом. Первоначально это был только астрологический и зодиакальный символ.

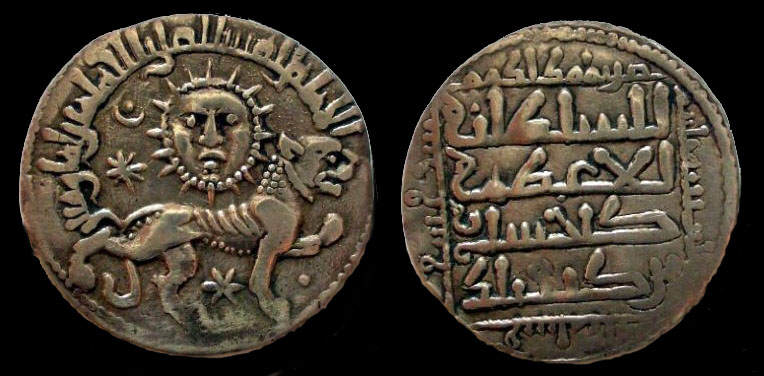
Монета сельджукида Кайхусрава II, Сивас, AH 638/AD 1240-1
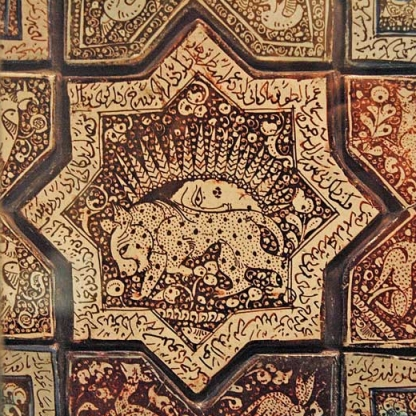
Ильханидская работа, Дамган, Иран, начало XIV века
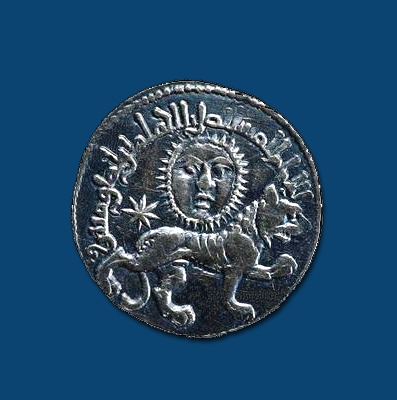
Сельджукидская монета

В 1929 году один из последователей идеологии паниранизма Моджтаба Минуви в докладе, подготовленном по запросу иранского посольства в Лондоне, отмечал, что символ был тюркским по происхождению. Он рекомендовал правительству заменить его другим национальным гербом:
«Нельзя относить национальное историческое предание к эмблеме Льва и Солнца, так как она не имеет отношения к доисламской истории, нет свидетельств, что иранцы разработали или создали его… Мы можем также избавиться от этого пережитка тюркского народа и принять флаг, лучше всего символизирующий наше легендарное величие, «daravsh-i Kaviani»».

## Эпоха Сефевидов и Каджаров

Во времена правления династий Сефевидов и первых Каджаров символ Льва и Солнца стал более популярным. В эпоху Сефевидов он обозначал два столпа общества: государство и исламскую религию. Статус национальной эмблемы получил в эпоху Каджаров. В XIX веке европейские путешественники при дворе Каджаров относили Льва и Солнце к глубокой древности; с тех пор символ приобрёл националистическую интерпретацию. При Фетх Али-шахе Каджаре и его преемниках форма мотива была существенно изменена. В верхней части символа разместили корону, олицетворяющую монархию. Начиная с царствования Фетх Али исламский аспект монархии не подчёркивался. Это изменение повлияло на символику герба. Смысл символа несколько раз менялся в период между эпохой Каджаров и революцией 1979 года. Лев мог быть истолкован в качестве метафоры для изображения Али ибн Абу Талиба, зятя пророка Мухаммеда, для героев Ирана, которые готовы защитить страну от врагов, или в его древней интерпретации как символ королевской власти. Солнце попеременно толковалось как символ короля, Джамшида, мифического царя Ирана, и Родины в целом.
Различные исторические толкования смысла герба предоставили богатую почву для конкурирующих символов иранской идентичности. В XX веке некоторые политики и учёные предлагали заменить эмблему другими символами, такими как легендарный древний королевский штандарт Ирана (Персии) — Деравш Кавиани. Тем не менее эмблема оставалась официальным символом государства до революции 1979 года, когда символ Льва и Солнца был запрещён для изображения в общественных местах и государственных организациях и заменён современным гербом (эмблемой) Ирана.